# Abyssos
Abyssos est un groupe de black metal suédois, originaire de Sundsvall. Le groupe a été comparé au groupe britannique Cradle of Filth et à Dissection. Christian Rehn, le chanteur du groupe, cite Black Sabbath, Dio, Helloween, Iron Maiden, WASP et Motley Crue comme ses inspirations. Abyssos se concentre sur des thèmes notables comme les morts-vivants.

## Biographie
Tous les membres d'Abyssos jouent depuis le début des années 1990 dans divers groupes de death metal et black metal.
Andreas Soderlund était autrefois membre du groupe de black metal Hekate, renommé par la suite Sombre. Après la disparition de Sombre, Soderlund rejoint Johansson dans le groupe Insalubrious. Avec Christian Rehn, il commence la création de chansons au sein d'Insalubrious.
En 1996, le groupe publie sa première démo Wherever the Witches Might Fly, au label britannique Cacophonous Records. Le groupe publie ensuite son premier album studio, Together We Summon the Dark, enregistré aux Academy Studios, à Yorkshire, au Royaume-Uni en novembre 1998. Il est sorti en octobre 1997. Deux ans plus tard, en décembre 1999, ils publient leur deuxième et dernier album, Fhinsthanian Nightbreed. Le groupe cesse ensuite d'exister.
Entre 2001 et 2003, selon les sources, le groupe annonce un troisième album intitulé Delomelanicon. Il est presque entièrement composé mais sans label. Plus aucune nouvelle n'est annoncée depuis.

## Anciens membres
- Rehn - guitare, clavier, chant[3]
- Andreas Söderlund - batterie[3]
- Daniel Meidal - basse, guitare[3]
- Sedusa - chant[3]

## Discographie
- 1996 : Wherever the Witches Might Fly (démo)
- 1997 : Together We Summon the Dark (album)[6]
- 1999 : Fhinsthanian Nightbreed (album)[7]